# Fujiwara no Otomuro
Fujiwara no Otomuro (藤原乙牟漏 (Đằng Nguyên Ất Mưu Lậu) 760 - 28 tháng 4 năm 790) là hoàng hậu của Thiên hoàng Kanmu trong lịch sử Nhật Bản. Bà là con gái của Fujiwara no Yoshitsugu; mẹ của bà là cháu gái của tướng quân Fujiwara no Umakai.
Bà kết hôn với Thiên hoàng Kanmu, sinh được hai người con trai, cả hai về sau đều đăng cơ thiên hoàng và một người con gái:
- Thiên hoàng Heizei[5]
- Thiên hoàng Saga[6]
- Nội thân vương Koshi